# Cơ mặt
Cơ mặt là nhóm các cơ vân do thần kinh mặt (thần kinh sọ VII) chi phối, các cơ này điều chỉnh nét mặt. Các cơ này chỉ có ở động vật có vú. Các cơ mặt là những cơ duy nhất bám vào lớp hạ bì.

## Cấu trúc
Các cơ mặt là các cơ nằm ngay dưới da, điều khiển nét mặt. Cơ có nguyên ủy từ mặt ngoài sọ và bám tận vào da mặt. Khi cơ co lại, da di chuyển. Những cơ này cũng gây ra các nếp nhăn trên da theo hướng vuông góc với chiều co cơ.

### Chi phối dây thần kinh
Các cơ mặt được chi phối bởi thần kinh mặt (thần kinh sọ VII). Có 2 dây thần kinh VII, mỗi dây chi phối một bên mặt. Tuy nhiên, các cơ nhai gần đó được chi phối bởi thần kinh hàm dưới, một nhánh của thần kinh sinh ba (thần kinh sọ V).

### Danh sách các cơ
Các cơ mặt gồm:
- Cơ chẩm trán
- Cơ thái dương-đỉnh
- Cơ tháp
- Cơ mũi
- Cơ hạ vách mũi
- Cơ vòng mắt
- Cơ mày
- Cơ hạ mày
- Cơ tai (trước, trên và sau)
- Cơ vòng môi
- Cơ hạ góc miệng
- Cơ cười
- Cơ gò má lớn
- Cơ gò má nhỏ
- Cơ nâng môi trên
- Cơ nâng môi trên và cánh mũi
- Cơ hạ môi dưới
- Cơ nâng góc miệng
- Cơ mút
- Cơ cằm

## Phát triển
Trong phôi thai học, các cơ mặt có nguồn gốc từ nhánh thứ hai của cung họng. Cơ đầu xuất phát từ các tế bào mào thần kinh. Ở người, cơ biểu hiện nét mặt thường bắt đầu hình thành vào khoảng tuần thứ 8 của quá trình phát triển phôi thai.

## Ý nghĩa lâm sàng
Tổn thương dây thần kinh mặt dẫn đến liệt các cơ biểu hiện nét mặt. Liệt là mất hoạt động tự chủ của cơ bắp; thần kinh mặt có thể bị tổn thương vĩnh viễn hoặc tạm thời. Tổn thương này xảy ra khi tai biến mạch máu não, liệt Bell hoặc ung thư tuyến nước bọt mang tai (khối u ác tính, do dây thần kinh mặt đi qua tuyến). Tuyến mang tai cũng có thể bị tổn thương vĩnh viễn do phẫu thuật hoặc tổn thương tạm thời do chấn thương. Những bệnh nhân liệt mặt không chỉ làm mất/giảm biểu hiện nét mặt mà còn làm suy giảm nghiêm trọng chức năng nói tạm thời hoặc vĩnh viễn.